# Бенуар
Бенуа́р (фр. baignoire — «ванна») — долішній ярус театральних лож, розміщений безпосередньо за партером на рівні сцени. Бенуар виник у французькому театрі XVIII після заборони привілейованій частині глядачів дивитися вистави зі сцени. Тоді ложі бенуара завішувались спеціальними завісами, крізь які глядачі добре бачили виставу, лишаючись невидимими. В XIX столітті поширились в театрах Європи; суцільні завіси-сітки були замінені оксамитовими драпіровками.